# 1854年11月20日日食
1854年11月20日日食为一次在协调世界时1854年11月20日出現的全環食。該次日食食分為1.0144，食甚維持1分7秒。

## 概述
這次日食的食分是1.0144，維持1分7秒。

## 基本參數
- 類型：
- 食甚資料：
  - 日期：1854年11月20日
  - 時間：9時56分58秒
  - 地點：49S 13E
  - 食分：1.0144
  - 持續時間：1分7秒

## 外部連結
- NASA日食專頁（页面存档备份，存于）（英文）